# 1026 Ингрид
1026 Ингрид (енгл. 1026 Ingrid) је астероид главног астероидног појаса са средњом удаљеношћу од Сунца која износи 2,254 астрономских јединица (АЈ).
Апсолутна магнитуда астероида је 13,3 а геометријски албедо 0,059.